# Acantholimon tarbagataicum
Acantholimon tarbagataicum är en triftväxtart som beskrevs av Gamajun. Acantholimon tarbagataicum ingår i släktet Acantholimon och familjen triftväxter. Inga underarter finns listade i Catalogue of Life.